# 俞晓佩
俞晓佩（1944年5月21日—），台湾知名纪录片导演。浙江鄞县人。

## 经历
- 台湾省电影制片厂编导
- 大世纪传播公司节目部经理
- 中华卡通总经理
- 日本放送協會及电通广告特训
- 中华电视台经理兼制作人
- 正一传播公司负责人及创意总监

## 家庭
- 俞曉佩與其妻育有一個兒子俞正一，係台灣知名導演。

## 现任
- 中华民国广播电视节目制作商业同业公会副理事长[1]
- 专业影视顾问、评审、讲师及创意企划

## 曾任
- 两届金钟奖评审
- 美国艾美奖远东地区评审之一
- 多届台北市国语文演讲比赛及朗诵比赛评审
- 行政院新闻局数位电视节目甄选委员会评审
- 外贸协会辅导产业品牌行销顾问
- 台师大、世新大学、华梵大学、玄奘大学等大学兼任讲师

## 代表作品
- 《追追追》、《碧血英風》、《路》、《寧靜的革命》、《跳動72》、《開台英豪》、《菜根香》、《法網》等等。[2]

## 获奖记录
- 曾获台湾金马奖、金钟奖、金带奖、金鹿奖等奖
- 曾获西班牙电视节及美国休斯顿纪录片奖、奎斯特纪录片奖